# 科爾普 (伊利諾伊州)
科爾普（英語：Colp）是一個位於美國伊利諾伊州威廉森縣的城市。

## 地理
科爾普的座標為37°48′21″N 89°04′45″W / 37.80583°N 89.07917°W，而該地的平均海拔高度為121米（即397英尺）。

## 人口
根據2010年美國人口普查的數據，科爾普的面積為0.36平方千米，當中陸地面積為0.36平方千米，而水域面積為0.00平方千米。當地共有人口225人，而人口密度為每平方千米625人。